# Elsa Brändström
Elsa Brändström (Sant Petersburg, 26 de març de 1888 - Cambridge, 4 de març de 1948) va ser una infermera i filantropa sueca, delegada de la Creu Roja sueca entre 1914 i 1920, i coneguda com l'«Àngel de Sibèria» (en alemany: Engel von Sibirien) per la seva labor amb els presoners de guerra i el suport durant la postguerra.

## Vida i compromís
Elsa Brändström havia nascut a Sant Petersburg, Rússia. Era filla de l'agregat militar de l'Ambaixada de Suècia, Edvard Brändström (1850-1921), i la seva esposa, Anna Wilhelmina Eschelsson (1855-1913). El 1891, quan Elsa tenia tres anys, la seva família van tornar a Suècia. El 1906, el pare, aleshores general, es va convertir en ambaixador de Suècia a la cort del tsar Nicolás II i va tornar a Sant Petersburg.
Va passar la infància a Linköping, a Suècia. De 1906 a 1908 va estudiar a l'Anna Sandström Teachers Training College, a Estocolm, però va tornar a Sant Petersburg el 1908. La seva mare va morir el 1913. Elsa Brändström estava a Sant Petersburg quan va esclatar la Primera Guerra Mundial i es va oferir com a voluntària per a fer d'infermera en l'Exèrcit Imperial Rus.

### Primera Guerra Mundial
El 1915, Elsa Brändström va anar a Sibèria com a delegada de la Creu Roja Sueca, juntament amb la seva amiga, la infermera Ethel von Heidenstam (1881-1970), per supervisar els camps de presoners i introduir un tractament mèdic bàsic per als presoners de guerra alemanys i austríacs. Fins al 80% dels presoners de guerra morien de fred, fam i malalties. Quan Elsa Brändström va visitar el primer campament i va ser testimoni de la situació inhumana en què s'hi vivia, va decidir dedicar la vida a aquests soldats. Els homes d'Alemanya i Àustria, tan pròxims a la mort, amb febre tifoidal, van batejar-la com l'«Àngel de Sibèria».
De retorn a Sant Petersburg, va iniciar el procés per crear una organització d'ajuda sueca. El seu treball es va veure greument obstaculitzat per l'esclat de la Revolució d'Octubre el 1917. El 1918, les autoritats russes van retirar-li el permís de treball, però ella no es va rendir. Després de la guerra va organitzar la repatriació de presoners alemanys i austríacs. Entre 1919 i 1920 va fer diversos viatges a Sibèria fins que va ser arrestada a Omsk i fins i tot condemnada a mort per espionatge; posteriorment la sentència va ser revocada i Brändström va ser reclosa el 1920. Després de ser alliberada, va tornar a Suècia (via Stettin amb el vaixell MS Lisboa; el govern alemany li va fer una recepció pública oficial) i va organitzar la recaptació de fons per als expresoners de guerra i les seves famílies. Posteriorment va emigrar a Alemanya.

### Període d'entreguerres
El 1922 es va publicar el seu llibre Bland krigsfångar i Ryssland och Sibirien. A partir de llavors es va ocupar dels antics presoners de guerra en un sanatori de rehabilitació per a soldats alemanys que tornaven a casa a Marienborn-Schmeckwitz, Saxònia. Va comprar un molí anomenat Schreibermühle a prop de Lychen, a Uckermark, i el va fer servir com a centre de resocialització per a expresoners de guerra. Schreibermühle tenia motes terres, que incloïen camps, boscos i prats, en els quals es podien conrear tota mena de cultius. Això va ser molt útil en aquest moment, perquè el marc alemany era una moneda inestable i perdia valor dia a dia.
El 1923 va fer una gira de sis mesos als Estats Units, organitzant conferències per a recaptar fons per a una nova llar per als fills de presoners de guerra alemanys i austríacs. En el seu viatge va recórrer 65 pobles i va recaptar 100.000 dòlars.
Al gener de 1924 va fundar una llar de nens, «Neusorge», a Mittweida, que tenia espai per a més de 200 nens necessitats. A Sibèria havia promès a molts soldats alemanys que s'estaven morint que tindria cura dels seus fills.
El 1929 es va casar amb Heinrich Gottlob Robert Ulich, un professor alemany de pedagogia. Posteriorment, es va traslladar amb ell a Dresden. El 1931 va vendre el Schreibermühle i va donar la seva altra casa, Neusorge, al Centre de Benestar de Leipzig. Va fundar l'«Elsa-Brändström-Foundation-for Women», que atorga beques a nenes i nens de Neusorge. El 3 de gener de 1932 va néixer la seva filla Brita a Dresden. El 1933, Robert Ulich va acceptar una càtedra a la Universitat Harvard i la família, després de l'ascens d'Adolf Hitler, es va establir als Estats Units, on ella podia ajudar els refugiats alemanys i austríacs nouvinguts. El 1939 va obrir el «Window-Shop», un restaurant que oferia oportunitats de feina als refugiats a Cambridge, Massachusetts.

### Segona Guerra Mundial
Elsa Brändström no va poder emprendre l'últim viatge planejat a Alemanya a causa d'una malaltia. Va morir el 1948 a Cambridge, Massachusetts. Mentre la seva filla Brita es quedava amb el seu marit i els fills als Estats Units, el seu marit, Robert, tornava a Alemanya, on moriria, el 1977, a Stuttgart.

## Honors i memòria

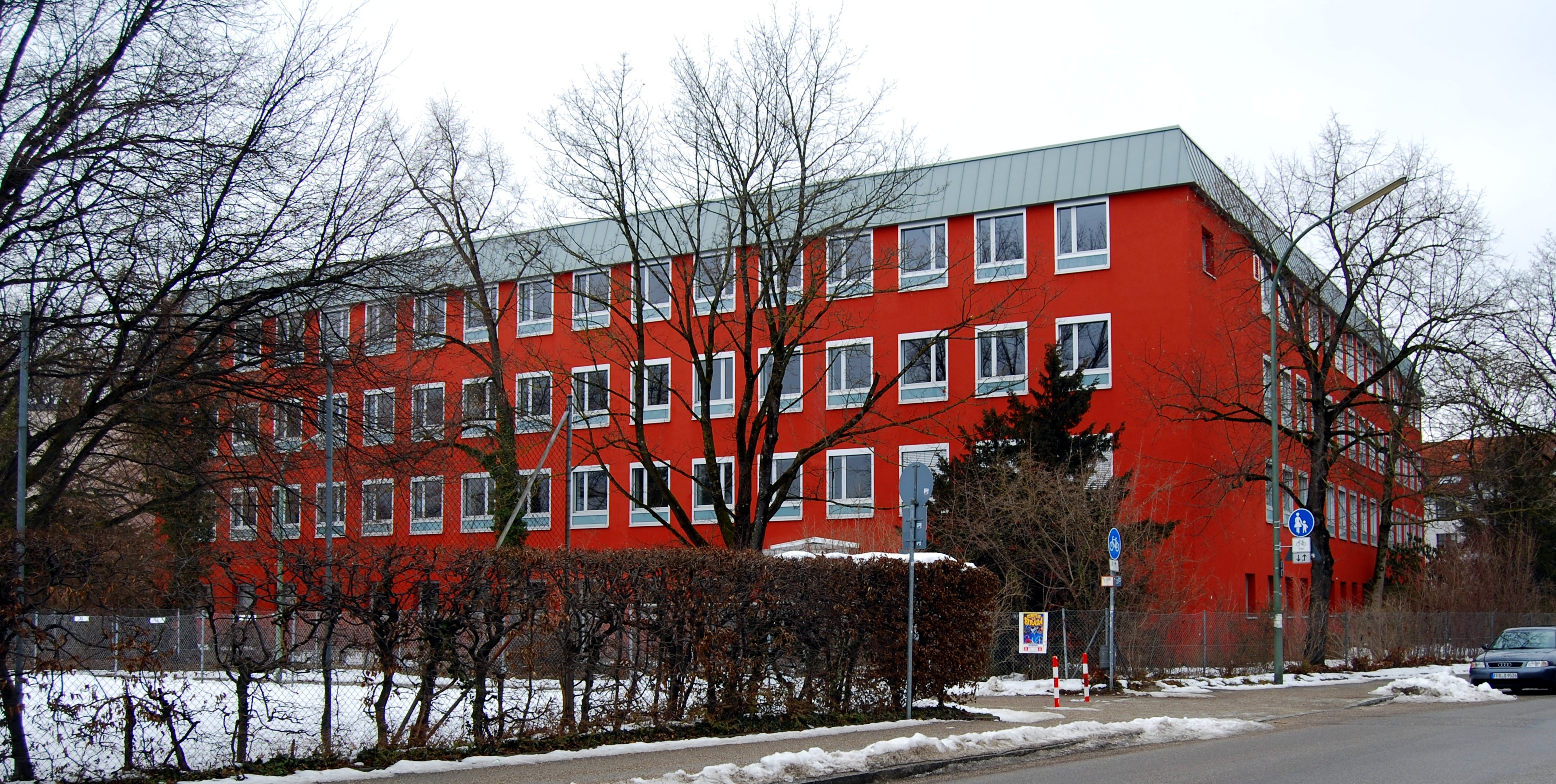
L'Institut Elsa-Brändström, a Múnic

Pel seu compromís amb els presoners de guerra, Elsa Brändström es va fer famosa com una "santa patrona" dels soldats. A Alemanya i Àustria, molts carrers, escoles i institucions porten el seu nom.
Entre innombrables medalles, premis i honors, Brändström va rebre la Insígnia de l'Imperi alemany: Silberplakette des Deutschen Reiches, i la Medalla d'or dels serafins. Elsa Brändström també va ser nominada per al Premi Nobel de la Pau cinc vegades: el 1922, dues vegades el 1923, el 1928 i el 1929.

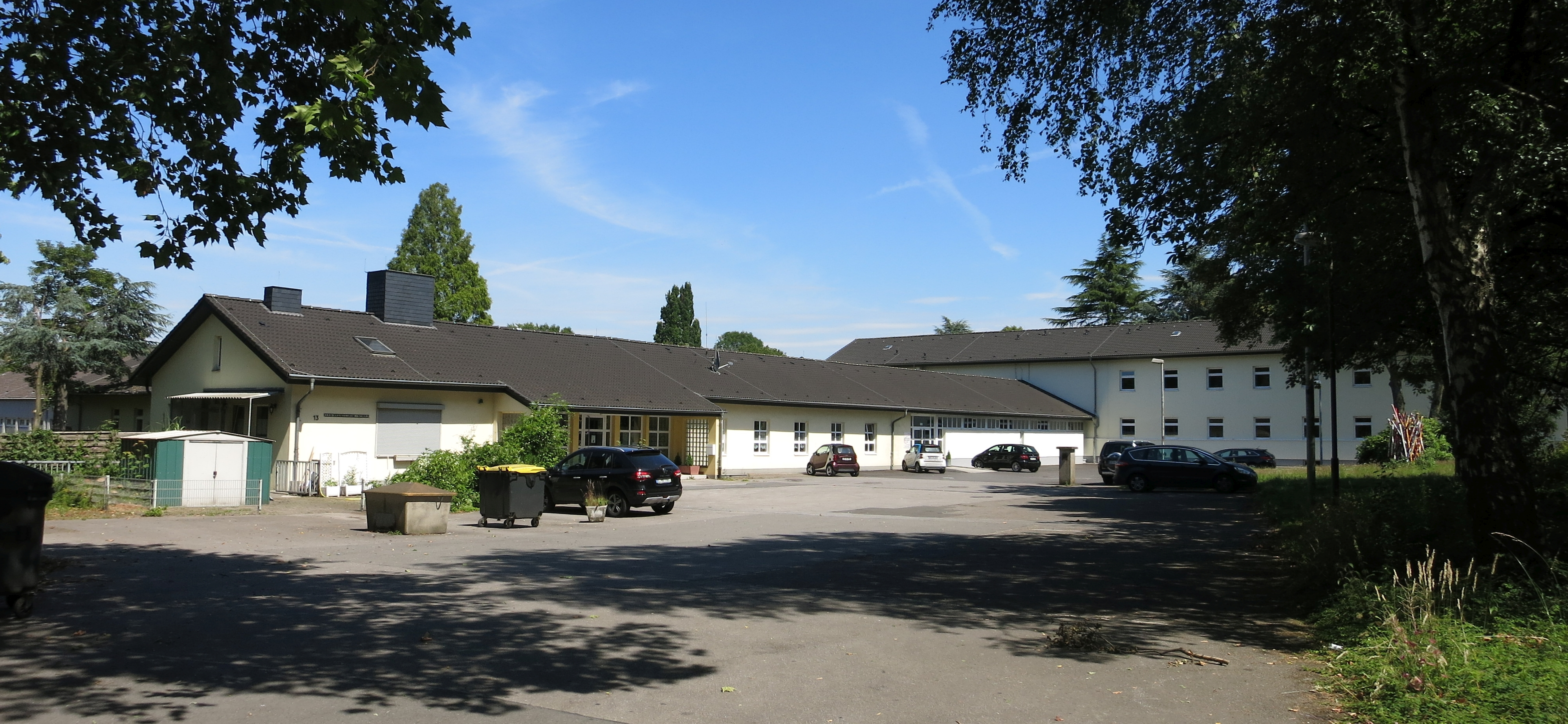
Escola Elsa Brändström a Essen

### En memòria d'Elsa Brändström
Una cerimònia a Arne-Karlsson-Park, a Viena, el 16 de setembre de 1965, va precedir la inauguració oficial de la XX Conferència Internacional de la Creu Roja. En presència d'autoritats civils i militars austríaques, membres de la colònia sueca, líders de la Creu Roja Austríaca i molts delegats de la conferència, es va inaugurar un monument a Elsa Brändström, obra de l'escultor Robert Ullmann, un testimoniatge de gratitud per la tasca de la famosa infermera sueca amb els presoners germano-austríacs durant la Primera Guerra Mundial.

## Obres
- Elsa Brändström: Bland Krigsfångar i Ryssland och Sibirien 1914–1920, Norstedt, Estocolm (1921).
- Elsa Brändström: Unter Kriegsgefangenen in Rußland und Sibirien - 1914-1920, Leipzig, Koehler & Amelang (1927)
- Hanna Lieker-Wentzlau (Hg.) Und Elsa Brändström: Elsa Brändström-Dank - Das Ehrenbuch nordischer und deutscher Schwesternhilfe für die Kriegsgefangenen en Sibirien, Becker / Säeman / Heliand